# プリンス・ジョージ (ブリティッシュコロンビア州)
プリンス・ジョージ（Prince George）は、カナダ、ブリティッシュコロンビア州の都市。州北部を管轄する行政機関が集まっている。
1807年に毛皮取引所が開設されたことにより、町の歴史が始まった。道路や空港が整備される前はフレーザー川の水運によりバンクーバーと連絡していた。気温は概ね24℃からマイナス11℃の間である。市街地の東部にプリンス・ジョージ空港が立地している。